# Granville Bradshaw
Pour les articles homonymes, voir Bradshaw.
Granville Eastwood Bradshaw OBE, AFRAeS (1887–1969) est un ingénieur et inventeur britannique, concepteur de nombreux moteurs pour motos, automobiles, avions et auxiliaires.

## Histoire
Granville Bradshaw est né à Preston, Lancashire en 1887,  fils de William et Annie Bradshaw. Son père était bijoutier et opticien.
Les premiers travaux de G Bradshaw ont été induits par les pionniers du vol, ce qui l'a amené à devenir un expert des contraintes mécaniques. À l'âge de 19 ans, pour la Star Aircraft Ltd, il a conçu le Star Monoplane (y compris le moteur), qu'il pilota lui-même plus tard à Dunstall Park et à Brooklands. Il a ensuite travaillé sur les moteurs d'avion comme cofondateur et ingénieur en chef de la All-British Engine Company (plus tard ABC Motors puis Walton Motors). Il conçut ainsi plusieurs moteurs auxiliaires à combustion interne pour entraîner des pompes, des générateurs, des démarreurs, etc. Le plus connu étant le moteur Firefly, bicylindre à plat, quatre temps à soupapes latérales de 250 cm3.
Parmi les nombreux essais de moteurs pour l'aviation figurent :
- le moteur Gnat, bicylindre à plat, carré (140 × 140 mm), de 1 600 cm3 pour 30 ch, destiné au Sopwith Sparrow, avion télécommandé par radio, mais les différents prototypes s'écrasaient rapidement, à la suite de pannes d'allumage et d'interférences radio ;
- un moteur en étoile de six cylindres en collaboration avec Harry Hawker, avec ordre d'allumage de 1 à 6, qui n'a jamais pu fonctionner.

Les moteurs aéronautiques radiaux ABC conçus et construits pendant la Première Guerre mondiale étant techniquement avancés, le gouvernement passa commande pour 11 000 exemplaires du moteur Dragonfly, sept cylindres en étoile, 320 chevaux. Un certain nombre d'avions avaient été conçus pour utiliser ce moteur, dont les 1 000 exemplaires construits se sont révélés peu fiables. La conception en a été reprise par le Royal Aircraft Establishment à Farnborough afin de les fiabiliser, mais la fin de la guerre en a entrainé l'abandon.

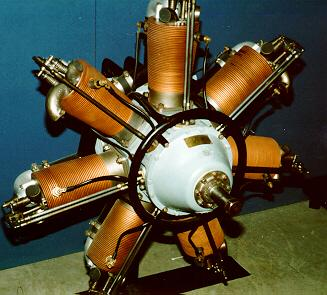
Un moteur Wasp.

Il a été nommé officier de l'ordre de l'Empire britannique pour sa contribution à l'effort de guerre en 1918.
À la fin de 1918, ABC Motors Ltd avait transféré ses droits de fabrication et de vente de motocyclettes à Sopwith Aviation Co Ltd, en mal de diversification. Granville Bradshaw pût alors se concentrer sur la conception ce qui lui a permis de vendre ses créations à d'autres entreprises. Il conçut un ancêtre du scooter avec l'ABC Skootamota. Il a conçu un certain nombre de moteurs pour les motos Panther de Phelon & Moore. Il a également conçu des moteurs de motocyclette où les cylindres étaient refroidis à l'huile, fabriqués sous licence par J Walmsley & Co (Preston) Ltd. La version bicylindre à plat de 500 cm3 de ce moteur a été utilisée à partir de 1921 sur la moto Zenith-Bradshaw ou Zenith Gradua. Une version monocylindre de 348 cm3 était proposée en option chez OK-Supreme, Sheffield-Henderson, Dot, Orbit et Coventry-Mascot en 1923 et une version bicylindre en V de 1 100 cm3 de ce moteur refroidi à l'huile a été adoptée pour la voiture légère Belsize, la Belsize-Bradshaw de 9 ch, 1 294 cm3, bicylindre en V, refroidi moitié par huile et moitié par eau, produite entre 1921 et 1924.
Il s'enrichit grâce à des brevets sur les machines à sous, mais il perdit toute sa fortune dans de nouvelles affaires. Ses projets suivants furent alors menés avec peu d'argent. Il travailla ensuite sur la mini-voiture Bond construite par Sharp’s Commercials, ainsi que sur une voiturette populaire. Il s'est ensuite concentré sur les moteurs toroïdaux à combustion interne.
Granville Bradshaw a ainsi produit un grand nombre d'inventions et de réalisations, bien que très peu d'entre elles aient connu un succès commercial.
Une biographie Granville Bradshaw: a flawed genius? (« Granville Bradshaw : un génie imparfait ? ») par Barry Jones a été publiée en 2008.

## Moteur toroïdal Omega
Après guerre, G. Bradshwaw se passionna pour son moteur Omega, type de moteur toroïdal à piston oscillant comportant un seul cylindre toroïdal, contenant quatre pistons incurvés à chaque extrémité. Contrairement aux autres moteurs toroïdaux, les pistons se repoussent entre eux, alternant par paires, tandis que le cylindre tournait autour d'eux, entraînant la bougie d'allumage et les orifices d'admission / d'échappement. Il suscita l'intérêt de plusieurs sociétés mais ne rentra jamais en production (cf. l'interview de G. Bradshaaw par British Pathé en 1955).

## Famille
En 1911, il épousa Violet Elsie Partridge à Wolverhampton, dont il divorce en 1926. Bradshaw se remarie en 1927 avec Muriel Mathieson à Kensington, Londres. Il est décédé en 1969 à Hitchin dans le Hertfordshire.